# Hitler Lives
Hitler Lives é um filme-documentário em curta-metragem estadunidense de 1945 dirigido e escrito por Don Siegel. Venceu o Oscar de melhor documentário de curta-metragem na edição de 1946.